# Fallúdzsa eleste
Fallúdzsa 2014-es eleste 2013 végén és 2014 elején zajlott csata volt, melyben az Iszlám Állam (ISIS) és más szunnita csoportok elfoglalták Fallúdzsát. Ez volt az egyik első olyan város, melyet elvesztett az iraki kormány, és ennek nyomán alakult ki az anbári hadjárat.

## A csata
2014. december 30-án az irakiak lebontottak egy szunnita tüntetőket összegyűjtő tábort, ami miatt többen feldühödtek. Fegyveresek támadtak rá az országút mellé telepített katonai őrsökre.
Január 2-án a város egyes részei felett a szomszédos Ramádihoz hasonlóan átvette az irányítást az al-Káida. Miután a hadsereg kivonult, az ISIL harcosai és szövetségesei mindkét várost elfoglalták. Sok olyan videót készítettek, melyeken az ISIL harcosai a rendőrökkel csaptak össze. Az ISIL megtámadta és elfoglalta a rendőr-főkapitányságot. 100 bebörtönzöttet kiszabadítottak, több fegyvert és  nagyobb mennyiségű lőszert megszereztek, a legtöbb rendőr pedig elhagyta a posztját.
Január 3-án a város ismét a szunnita felkelők kezén volt, de Irak szerint a harcok nem hagytak alább. A felkelők lángokba borították a rendőrség járműveit, és a fegyvereiket ők lóbálták. Fallúdzsa fölött a felkelők zászlai lebegtek, és miután a biztonsági erők elhagyták a várost, átvették az összes rendőrkapitányságot és katonai ellenőrző állomást.
Végül január 4-én a szunnita felkelők és az al-Káida szerezte meg a várost. Az iraki hadsereg abban a reményben, hogy még sikerül visszaszereznie a várost, aknavetőkkel támadta azt, de az eredmény 8 ember halála és 40 sebesülése lett.A jelentések szerint a város 60%-a a felkelők ellenőrzése alatt állt. Később Núri el-Máliki egy, az állami televízióban leadott nyilatkozatában ígéretet tett, hogy minden „terrorista csoportot” eltüntet. Anbár rendőrfőnöke azt mondta, Fallúdzsa külterületeit ellenőrzése alatt tartja az iraki hatalom, de maga a város az ISIL és szövetségesei kezére jutott. A szunnita törzsek tagjai nem engedték a város belsejébe az iraki katonákat, de tárgyalásokat kezdtek velük. Az irakiak egy közeli katonai bázisról még lőtték a várost, de azután teljesen kivonultak.

## Következmények
Az iraki kormány két évvel később visszafoglalta a várost.